# 虹伝説 THE RAINBOW GOBLINS
『虹伝説 THE RAINBOW GOBLINS』（にじでんせつ ザ・レインボウ・ゴブリンス）は、日本のギタリストである高中正義が1981年3月10日にリリースした7枚目のオリジナルアルバムである。

## 解説
キャッチコピーは「虹のしずくが音になった」。
前作『T-WAVE』から7ヵ月ぶりとなるオリジナルアルバムで、高中自身初の2枚組のオリジナルアルバムとして発売された。
当時着想に詰まった高中がグアムに逃避した際に見かけたイタリアの画家であるウル・デ・リコの絵本『THE RAINBOW GOBLINS』（邦題は『虹伝説』）から得たインスピレーションによって制作したコンセプト・アルバムで、当アルバムが発売される1ヶ月前に小学館から『THE RAINBOW GOBLINS』の日本語訳の絵本が発売され、現在でいうメディアミックスの先駆けと言える作品である。
レコード発売に合わせて2日間にわたって日本武道館でコンサートが開催され、その模様がレーザーディスク、ビデオ等で発売された。
1997年に、続編として『虹伝説II THE WHITE GOBLIN』がリリースされており、当アルバムの再発盤CDも同時発売された。

## チャート成績
オリコンチャートでは最高3位にチャートインした。
同年に行われた『第23回日本レコード大賞』では、企画賞を受賞した。

## 収録曲

### A面
| 全作曲: 高中正義、全編曲: 高中正義、全ストリングスアレンジ：星勝。 |                       |              |            |      |
| #                                                                  | タイトル              | 作詞         | 作曲・編曲 | 時間 |
| 1.                                                                 | 「PROLOGUE」          |              | 高中正義   | 3:16 |
| 2.                                                                 | 「ONCE UPON A SONG」  |              | 高中正義   | 5:10 |
| 3.                                                                 | 「SEVEN GOBLINS」     |              | 高中正義   | 3:10 |
| 4.                                                                 | 「THE SUNSET VALLEY」 | すずきしゅう | 高中正義   | 4:20 |
| 合計時間:                                                          | 合計時間:             | 合計時間:    | 15:56      |      |

### B面
| 全作曲: 高中正義、全編曲: 高中正義、全ストリングスアレンジ：星勝。 |                         |           |            |      |
| #                                                                  | タイトル                | 作詞      | 作曲・編曲 | 時間 |
| 1.                                                                 | 「THE MOON ROSE」       |           | 高中正義   | 5:38 |
| 2.                                                                 | 「SOON」                |           | 高中正義   | 6:26 |
| 3.                                                                 | 「MAGICAL NIGHT LIGHT」 |           | 高中正義   | 1:52 |
| 4.                                                                 | 「RAINBOW PARADISE」    | TAKANAKA  | 高中正義   | 5:04 |
| 合計時間:                                                          | 合計時間:               | 合計時間: | 19:00      |      |

### C面
| 全作曲: 高中正義、全編曲: 高中正義、全ストリングスアレンジ：星勝。 |                        |              |            |      |
| #                                                                  | タイトル               | 作詞         | 作曲・編曲 | 時間 |
| 1.                                                                 | 「THUNDERSTORM」       |              | 高中正義   | 3:11 |
| 2.                                                                 | 「RISING ARCH」        | TAKANAKA     | 高中正義   | 4:48 |
| 3.                                                                 | 「JUST CHUCKLE」       | すずきしゅう | 高中正義   | 3:42 |
| 4.                                                                 | 「RAINBOW WAS REBORN」 |              | 高中正義   | 5:55 |
| 合計時間:                                                          | 合計時間:              | 合計時間:    | 17:36      |      |

### D面
| 全作曲: 高中正義、全編曲: 高中正義、全ストリングスアレンジ：星勝。 |                                      |       |            |      |
| #                                                                  | タイトル                             | 作詞  | 作曲・編曲 | 時間 |
| 1.                                                                 | 「PLUMED BIRD」                      |       | 高中正義   | 7:31 |
| 2.                                                                 | 「YOU CAN NEVER COME TO THIS PLACE」 |       | 高中正義   | 8:05 |
| 合計時間:                                                          | 合計時間:                            | 15:36 |            |      |

## 楽曲解説

### A面
1. PROLOGUE
  - フジテレビ系ドラマ『北の国から』挿入曲[注釈 2]。
  - フジテレビ系ドラマ『北の国から'84 夏』挿入曲。
2. ONCE UPON A SONG
3. SEVEN GOBLINS
4. THE SUNSET VALLEY
  - 北大路欣也が出演したマツダ『ファミリア』CMソング

### B面
1. THE MOON ROSE
2. SOON
  - シングル「YOU CAN NEVER COME TO THIS PLACE」のB面曲。
3. MAGICAL NIGHT LIGHT
4. RAINBOW PARADISE

### C面
1. THUNDERSTORM
  - プロレスラーとして活躍していた天龍源一郎の入場曲として使用された[8]。
2. RISING ARCH
3. JUST CHUCKLE
4. RAINBOW WAS REBORN

### D面
1. PLUMED BIRD
2. YOU CAN NEVER COME TO THIS PLACE
  - 1981年5月1日にシングルカットされた。
  - 日本武道館での演奏の模様が、パイオニア『S-180A』のCMソングに起用された。

## 参加ミュージシャン
- Drums：宮崎まさひろ, 井上茂, 村上秀一
- Bass：田中章弘
- Keyboard：石川清澄, 小林泉美
- Latin Percussion：菅原裕紀, 木村誠, 山崎進
- Sax：さつま光二
- Narrator：Roy Garner

Special Thanks to Seven Goblins

## Rainbow Goblins Story Concert
※「虹伝説 THE RAINBOW GOBLINS」のレコード発売に合わせて1981年3月10日と11日に日本武道館で開催されたコンサート。

### 参加ミュージシャン
- Guitar：高中正義
- Drums：宮崎まさひろ
- Bass：田中章弘
- Keyboard：石川清澄, 小林泉美
- Latin Percussion：菅原裕紀, 木村誠,
- Sax：薩摩光二
- Strings：KATO GROUP